# الجدار الأناستازي
جدار أناستازيا (باليونانية: Ἀναστάσειον Τεῖχος ، Anastáseion Teîchos ; (بالتركية: Anastasius Suru) أو أسوار تراقيا الطويلة (باليونانية: Μακρὰ Τείχη τῆς Θράκης ، Makrà Teíchē tês Thrákēs ; بالتركية: Uzun Duvar) أو ببساطة الجدار الطويل / ماكرون تيشوس (بالإغريقية: Μακρὸν τεῖχος)  هو حصن قديم من الحجر والعشب يقع في 64 كـم (40 ميل) غرب إسطنبول، تركيا، بُني من قِبل الإمبراطورية الرومانية الشرقية في أواخر القرن الخامس.